# Беджер-Лі (Оклахома)
Беджер-Лі (англ. Badger Lee) — переписна місцевість (CDP) в США, в окрузі Секвоя штату Оклахома. Населення — 63 особи (2020).

## Географія
Беджер-Лі розташований за координатами 35°28′25″ пн. ш. 94°49′9″ зх. д. / 35.47361° пн. ш. 94.81917° зх. д. (35.473521, -94.819029).  За даними Бюро перепису населення США в 2010 році переписна місцевість мала площу 1,82 км², з яких 1,82 км² — суходіл та 0,01 км² — водойми.

## Демографія
Згідно з переписом 2010 року, у переписній місцевості мешкало 76 осіб у 26 домогосподарствах у складі 17 родин. Густота населення становила 42 особи/км².  Було 30 помешкань (16/км²).
Расовий склад населення:
| - 63,2 % — білих - 19,7 % — корінних американців - 10,5 % — чорних або афроамериканців - 1,3 % — вихідців з тихоокеанських островів - 1,3 % — осіб інших рас |

До двох чи більше рас належало 3,9 %. Частка іспаномовних становила 6,6 % від усіх жителів.
За віковим діапазоном населення розподілялося таким чином: 27,6 % — особи молодші 18 років, 68,5 % — особи у віці 18—64 років, 3,9 % — особи у віці 65 років та старші. Медіана віку мешканця становила 27,5 року. На 100 осіб жіночої статі у переписній місцевості припадало 137,5 чоловіків;  на 100 жінок у віці від 18 років та старших — 129,2 чоловіків також старших 18 років.
Цивільне працевлаштоване населення становило 20 осіб. Основні галузі зайнятості: мистецтво, розваги та відпочинок — 55,0 %, освіта, охорона здоров'я та соціальна допомога — 45,0 %.